# Hans Åkesson (Soop)
Hans Åkesson (Soop), född 19 maj 1552, död 10 februari 1619 Ytterselö församling, Södermanland, var ett svenskt riksråd.

## Biografi
Hans Åkesson (Soop) föddes 1552. Han var son till ståthållaren Åke Haraldsson (Soop) och Brita Posse.
Hans Åkesson var häradshövding i Lysings härad 1589–1594, i Vartofta härad 1591–1594 samt i Trögds härad 1595–1597 och 1609–1619. Han var hovmarskalk hos Johan III och senare kung Sigismunds hövitsman på Älvsborg. Han anhölls 1603 för att han tagit ställning för Sigismund men försattes på fri fot efter att Axel Oxenstierna gått i borgen för honom.
Hans Åkesson har gått till historien för en berömd replikväxling i Stockholm 1597 med hertig Karl, som avslutade diskussionen med "Du vet aldrig vad du bjäbbar" (ungefär: du har alltid åsikter om saker som du inget vet om). Genom uppgifter från hertig Karl vet man också att Hans Åkesson var uppseendeväckande storväxt: "en förfärligt stor och lång karl".
Gravstenen över honom och hans fru med deras i kroppsstorlek uthuggna bilder finnes på Ytterselö kyrkogård.

### Egendom
Hans Åkesson ägde Stora Bjurum i Bjurums socken och Mälsåker i Ytterselö socken, vilket senare han året 1608 och 1610 tillbytte sig.

### Familj
Hans Åkesson var gift med Elin Kagg (död 1615), dotter till befallningsmannen och kammarjunkaren Erik Mattsson Kagg och Beata Andersdotter (Ekeblad). De fick tillsammans barnen häradshövdingen Åke Soop (1584–efter 1648), riksrådet och lagmannen, friherre Mattias Soop af Limingo (1585–1653) i Värmland, Brita Soop (1587–1631) som var gift med Peder Christoffersson Lilliehöök af Gälared och Kolbäck, kammarjunkaren Anders Soop (född 1589), Carin Soop (1590–1667) som var gift med matts Kafle och överstelöjtnanten Gustaf Krabbe af Svaneby, översten Erik Soop (1592-1632) vid Västgöta regemente till häst, Elsa Soop (född 1594) som var gift med kammarherren och översten Olof Eriksson Ryning och ståthållaren Axel Drake af Intorp, kammarjungfrun Anna Soop (1594–1668) som var gift med vice presidenten Carl Månesköld af Seglinge, landshövdingen Knut Soop (1597–1645/1648) i Jönköpings län, Märta Soop (1599–1616) som var gift med Göran Kafle och Margareta Soop (född 1603) som var gift med kaptenen Torkel Grijs. Hans barn antog familjenamnet Soop.